# Флаг Новоминского сельского поселения
Флаг муниципального образования Новоми́нское сельское поселение Каневского района Краснодарского края Российской Федерации — опознавательно-правовой знак, служащий официальным символом муниципального образования.
Флаг утверждён 9 февраля 2012 года решением Совета муниципального образования Новоминское сельское поселение № 43 и внесён в Государственный геральдический регистр Российской Федерации с присвоением регистрационного номера 7484.

## Описание
«Прямоугольное полотнище с отношением ширины к длине 2:3, воспроизводящее композицию герба Новоминского сельского поселения Каневского района в синем (голубом), зелёном и жёлтом цветах».
Геральдическое описание герба гласит: «В рассечённом пурпурном и зелёном поле серебряные стрела и казачья сабля накрест, положенные остриями вниз и сопровождаемые вверху — золотым уширенным крестом, внизу — золотой, коронованный малой императорской короной, вензель Великой княжны Ольги Александровны».

## Обоснование символики
Флаг языком символов и аллегорий отражает исторические, культурные и экономические особенности сельского поселения.
В Запорожской Сечи существовал Менской курень, который получил своё наименование благодаря выходцам из украинского города Мена, расположенного на одноимённой реке, по которой проходил торговый путь между Речью Посполитой и татарским Диким полем.
В 1794 году среди 38 переселённых на Кубань черноморских (запорожских) куреней был и Менской (позже Минской) курень.
Летом 1821 года часть семей Минского куреня переселились на берега реки Албаши и основала курень Новоминской.
Пурпур (малиновый цвет) — это цвет черноморского (запорожского) казачества, основоположников станицы Новоминской. Пурпур (малиновый цвет) символизирует цветущую землю, верность, скромность и набожность.
Зелёный цвет — символ плодородия, изобилия, спокойствия, здоровья, надежды, вечного обновления. Зелёный цвет аллегорически указывает на молодое, новое селение.
Накрест положенные стрела и казачья сабля с уширенным крестом вверху между ними — элементы герба города Мена. Сабля символ отваги и храбрости, готовности в любой момент встать на защиту родной земли. Стрела символизирует целеустремлённость.
Крест с уширенными концами — один из символов запорожских казаков, а также символ христианства. Золотой цвет креста символизирует верность, славу и заслуги жителей поселения.
Коронованный вензель Великой княжны Ольги Александровны аллегорически указывает на историческое событие, связанное со станицей Новоминской, где в годы гражданской войны скрывалась семья сестры императора Николая II — Ольги, которую спас уроженец этой станицы казак Тимофей Ящик.
Жёлтый цвет (золото) — символ достатка, стабильности и уважения, процветания и прочности.
Белый цвет (серебро) символизирует миролюбие, мудрость, совершенство, чистоту.